# Bergomum
Bergomum (obecnie: Bergamo) – miasto w Galii Przedalpejskiej, zlokalizowane pomiędzy Briksją i Comum. Od roku 89 p.n.e. kolonia rzymska. Za czasów cesarstwa doszło do wielkiego rozkwitu.